# (31091) Bettiventicinque
(31091) Bettiventicinque est un objet de la ceinture principale intérieure découvert en 1997.

## Description
(31091) Bettiventicinque a été découvert le 30 janvier 1997 dans la Station d'observation d'Asiago Cima Ekar, gérée par l'observatoire astronomique de Padoue en Italie, par Ulisse Munari et Maura Tombelli.

### Caractéristiques orbitales
L'orbite de cet astéroïde est caractérisée par un demi-grand axe de 1,96 ua, un périhélie de 1,77 ua, une excentricité de 0,010 et une inclinaison de 17,78° par rapport à l'écliptique. Du fait de ces caractéristiques, à savoir un demi-grand axe inférieur à 2 ua et un périhélie supérieur à 1,666 ua, il est classé, selon la JPL Small-Body Database, objet de la ceinture principale intérieure.

### Caractéristiques physiques
(31091) Bettiventicinque a une magnitude absolue (H) de 15,7 et un albédo estimé à 0,080.